# Rösli Näf
Rösli Näf, ou Rosa Näf, née le 9 mai 1911 à Glaris Centre, dans le canton de Glaris en Suisse, où elle est morte le 15 septembre 1996, est une infirmière suisse, qui travaille avec Albert Schweitzer à Lambaréné au Gabon, avant de devenir directrice de la maison d'enfants au château de La Hille (Ariège), une maison refuge pour orphelins juifs, sous le contrôle du « Secours aux Enfants » lié à la Croix-Rouge suisse.
Avec la rafle du 26 août 1942, les enfants sont incarcérés au camp du Vernet et sous la menace de déportation. Avec l'aide de Maurice Dubois (Croix-Rouge), elle obtient leur libération. Elle entreprend de faire passer en Suisse nombre d'entre eux, ce qui lui fait perdre son poste. Elle est reconnue comme une Juste parmi les nations par Yad Vashem.

## Biographie
Rösli Näf est née en 1911 à Glaris Centre, dans le Canton de Glaris, en Suisse. Elle est la fille de Peter Alois Näf, contrôleur de train et de Rosa née Siber. Elle a trois frères et sœurs.

### Gabon
Elle fait des études pour devenir une infirmière en psychiatrie à Zurich et en 1934, alors qu'elle finissait ses études, elle écoute une conférence d'Albert Schweitzer. Elle lui écrit qu'elle serait intéressée de travailler avec lui. Elle est surprise qu'il réponde immédiatement car il est encore en Suisse. Il lui téléphone quelques jours après, lui proposant de travailler comme infirmière à Lambaréné au Gabon. Elle travaille avec lui pendant trois ans. Elle prend un congé en Suisse au printemps de 1939 mais en septembre, avec le début de la Seconde Guerre mondiale, elle ne peut y retourner. Elle offre alors ses services à la Croix-Rouge suisse qui la met en contact avec Maurice Dubois,.

#### Secours aux enfants
Le Cartel suisse d'aide aux enfants victimes de la guerre et vient en aide aux enfants juifs dans le sud de la France durant la Seconde Guerre mondiale. Il prend le nom en 1941 de Secours aux enfants de la Croix-Rouge suisse.
Maurice Dubois devient en juin 1940 délégué régional à Toulouse, supervisant une vingtaine de colonies, dont celle du château de La Hille, dans l'Ariège.

#### La rafle du 26 août 1942
Depuis le printemps 1941, la « Croix-Rouge suisse - Secours aux enfants » gère la colonie juive composée d'orphelins localisée au château de La Hille. La colonie est dirigée par Rösli Näf.
Tôt le matin du  26 août 1942, 45 jeunes de plus de 16 ans et trois employés juifs sont arrêtés par la gendarmerie, suivant les ordres des nazis et déportés au camp du Vernet, au nord de Pamiers (Ariège). Rösli Näf essaie de s'interposer, sans succès. L'emblème de la Croix-Rouge n'a aucun effet.
Les enfants sont sauvés par Rösli Näf, et Maurice Dubois, qui se rendent à Vichy et obtiennent leur libération. Maurice Dubois demande l'appui de la Légation de Suisse. L'ambassadeur de suisse à Vichy Walter Stucki, étant en Suisse, il rencontre le Chargé d’affaires Decroux, qui lui fait le "meilleur accueil". Eleonor Dubois se rend en Suisse pour alerter les autorités fédérales. Maurice Dubois menace de fermer toutes les maisons d'enfants de la zone libre ou dans la toute France,, si les enfants arrêtés ne sont pas libérés. Il prend contact avec Gilbert Lesage, directeur du Service social des étrangers à Vichy, un Quaker, reconnu plus tard comme Juste parmi les nations. Maurice Dubois rencontre un adjoint de René Bousquet, Secrétaire général de la Police, qui vient de contribuer à l'organisation de la rafle du Vélodrome d'Hiver des 16 et 17 juillet 1942, qui accorde la libération des enfants
Les enfants reviennent à La Hille le 2 septembre 1942. Rösli Näf organise immédiatement leur sauvetage, avec le passage en Espagne et en Suisse,,,, pour les plus âgés. Le sauvetage vers la Suisse d'une vingtaine d'enfants est une initiative personnelle de Rösli Näf. Les autorités de la Croix-Rouge suisse, n'ayant pas été consultées, exigent sa démission,. D'autres se réfugient dans des fermes de la région. Une douzaine s'engagent dans la résistance. Un d'entre-eux, Egon Berlin, âgé de 16 ans, meurt au combat, près de Roquefixade (Ariège) et est enterré dans le cimetière de Pamiers. Une douzaine arrêtés dans leur fuite de La Hille sont déportés et meurent à Auschwitz.
La colonie, dont la direction est reprise en octobre 1943 par Emma Ott, ferme fin 1945.
Sur la centaine d'enfants, environ 90 survivent à la guerre,.

### Danemark
Après la Seconde Guerre mondiale, elle s'installe au Danemark.

## Honneurs
- Reconnue comme Juste parmi les nations par Yad Vashem, en 1986[23].